# Benthophiloides
A Benthophiloides a csontos halak (Osteichthyes) főosztályának a sugarasúszójú halak (Actinopterygii) osztályába, ezen belül a sügéralakúak (Perciformes) rendjébe, a gébfélék (Gobiidae) családjába és a Benthophilinae alcsaládjába tartozó nem.

## Előfordulásuk
A sávos békagéb a Fekete- az Azovi- és a Kaszpi-tengerek partvidéki brakkvizeiben, míg a Benthophiloides turcomanus kizárólag Ázsia édesvízeiben fordul elő.

## Megjelenésük
A Benthophiloides-fajok hossza fajtól függően 3-7,2 centiméter között van.

## Életmódjuk
E mérsékelt övi halak tápláléka gyűrűsférgekből, főleg a Nereis-fajokból áll; ezek mellett apró rákokat és árvaszúnyoglárvákat is fogyasztanak.

## Szaporodásuk
Július-augusztus között ívnak.

## Rendszerezés
A nembe az alábbi 2 faj tartozik:
- sávos békagéb (Benthophiloides brauneri) Beling & Iljin, 1927 - típusfaj
- Benthophiloides turcomanus (Iljin, 1941)

### Fordítás
- Ez a szócikk részben vagy egészben  a   Benthophiloides című angol Wikipédia-szócikk fordításán alapul.  Az eredeti cikk szerkesztőit annak laptörténete sorolja fel. Ez a jelzés csupán a megfogalmazás eredetét és a szerzői jogokat jelzi, nem szolgál a cikkben szereplő információk forrásmegjelöléseként.